# Laz böreği
Laz böreği o Lazböreği («börek dels Lazis») són unes postres de la cuina turca, originàries de la Regió de la Mar Negra oriental, especialment de les províncies d'Artvin i Rize. El plat es va popularitzar fora de la zona original i es pot trobar laz böreği a molts restaurants de totes les grans ciutats de Turquia.
Són unes capes de yufka fresques, molt fines, untades amb mantega fosa, amb una mena de muhallebi com a farciment. Es fa al forn. A la recepta original de Rize, aquestes postres tenen també una mica de pebre negre en pols que reforça el gust. A Çayeli, un districte de Rize, també s'anomena süt böreği (börek de llet). Segons l'etimologista Sevan Nişanyan, Laz böreği es pot considerar una mena de milfulls turc.